# Ліва Россош
Ліва Россош (рос. Левая Россошь) — село у Каширському районі Воронезької області Російської Федерації.
Населення становить 1054  особи. Входить до складу муніципального утворення Ліворозсошанське сільське поселення.

## Історія
Населений пункт розташований у межах українського краю Східної Слобожанщини.
Від 1977 року належить до Каширського району Воронезької області.
Згідно із законом від 15 жовтня 2004 року входить до складу муніципального утворення Ліворозсошанське сільське поселення.

## Населення
| 2010  | 2012  | 2013  | 2014  | 2015  | 2016  | 2017  |
| ----- | ----- | ----- | ----- | ----- | ----- | ----- |
| 1173  | ↘1139 | ↘1112 | ↘1091 | ↘1055 | ↘1052 | ↗1062 |
| 2018  |       |       |       |       |       |       |
| ↘1054 |       |       |       |       |       |       |